# Мировичі (рід)
Мировичі — український козацько-старшинський рід на Переяславщині у 17-18 століттях. Прихильники Мазепи.

## Представники
- Іван Мирович (*? — ↑1706) — український військовий діяч;
- Федір Іванович Мирович (*? — †1758) — український військовий і державний діяч першої половини 18 століття, сподвижник гетьманів Івана Мазепи і Пилипа Орлика;
- Іван Іванович Мирович (*? — ↑1753) — український військовий діяч, дипломат. Син Івана Мировича;
- Василь Іванович Мирович (*? — †1732) — син Івана Мировича. В 1716 році звинувачений у таємних зв'язках зі шведами і братом Федором Мировичем. Засланий на каторгу в Сибір, де і помер;
- Семен Іванович Мирович (Переяслав-1726,Тобольськ) — вихованець КМА, депортований в Сибір.
- Анна Іванівна Мирович (роки народження і смерті невідомі) — дочка Івана Мировича, дружина Андрія Войнаровського. Після арешту чоловіка російськими агентами і вивезення його до Росії, жила у Швеції.
- Василь Якович Мирович (*1740 — †26 вересня 1764) — підпоручник Смоленського піхотного полку, організатор «шліссельбурзького безглуздя», онук Федора Мировича.